# Elio Vittorini
Elio Vittorini (Siracusa, 23 luglio 1908 – Milano, 12 febbraio 1966) è stato uno scrittore, traduttore, critico letterario e curatore editoriale italiano.
Siciliano, lasciò presto la terra natale per stabilirsi in Friuli, a Firenze e infine a Milano. Iniziò a interessarsi di letteratura collaborando ad alcune riviste e a La Stampa. Si schierò presto contro i vecchi stereotipi della tradizione e dalla parte dei nuovi modelli letterari del Novecento. Dopo la guerra civile spagnola divenne un antifascista radicale ed entrò a far parte del Partito Comunista Italiano collaborando con la Resistenza durante gli anni 1940. Scrittore impegnato, le sue opere comprendono novelle, diverse traduzioni, saggi e romanzi; si occupò di editoria collaborando con Einaudi. Il suo lavoro più noto, Conversazione in Sicilia, scritto fra il 1938 e il 1939, è un'opera simbolica sul ritorno alle origini e la riscoperta di un mondo che deve essere recuperato a misura d'uomo. Da diverse sue opere sono stati tratti adattamenti cinematografici.

## Biografia

### Infanzia e adolescenza
Vittorini nacque a Siracusa nel 1908 da padre siracusano di origine bolognese da parte paterna, Sebastiano Vittorini, e da Lucia Sgandurra . Insieme al fratello Giacomo, durante gli anni dell'infanzia seguì il padre (ferroviere e poi capostazione) nei suoi spostamenti di lavoro per la Sicilia: il treno e il viaggio saranno poi elementi centrali della sua opera. Nel 1922 Elio aderì a un gruppo spontaneista chiamato "i figli dell'Etna". Dopo la scuola di base frequentò ragioneria senza interesse, mentre dedicava un acceso interesse a letture da autodidatta, si metteva in contatto con gli ambienti operai e guardava con interesse al dibattito culturale. A diciassette anni era scappato di casa già tre volte. Nel 1925 cercò di arruolarsi come pilota, ma la famiglia riuscì a impedirgli di perseguire questo proposito.

## La carriera giornalistica e letteraria

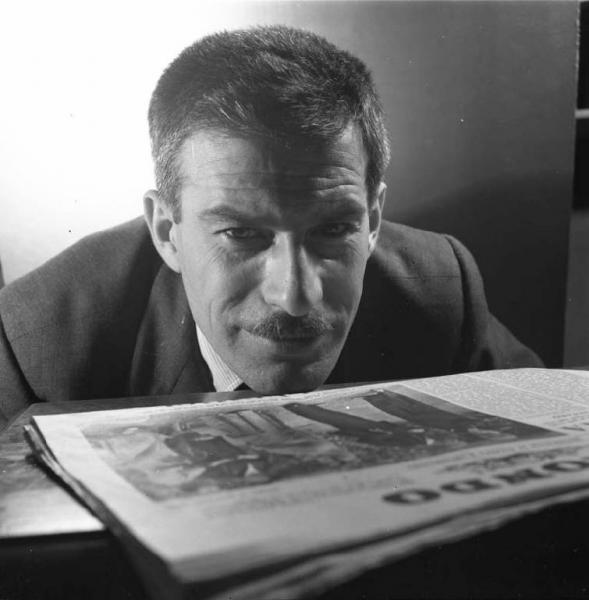
Elio Vittorini fotografato a Milano da Federico Patellani, 1949

Nel 1926 si dedicò soprattutto alla lettura, interessandosi dei simbolisti, di Proust, Guicciardini, Bergson, James, Kant e Hegel. Con un amico cercò di fondare un periodico, ma senza successo. In quel periodo conobbe Enrico Falqui ed ebbe modo di spedire sue prose all'allora direttore del quindicinale La Conquista dello Stato, Curzio Malaparte. La seconda di queste prose, un articolo politico su posizioni di fascismo antiborghese, fu pubblicato sulla rivista, fondata da Malaparte nel 1924, che ospitava soprattutto contributi dell'ala sinistra del fascismo, orientata a uno smantellamento dei privilegi borghesi e alla creazione di uno Stato di stampo socialista. L'articolo di Vittorini si intitolava L'ordine nostro. Lettera a Vossignoria (in forma, appunto, di lettera al direttore) e uscì il 15 dicembre 1926.
Nel 1927, mentre continuava a scrivere per La Conquista dello Stato, inviò a La Fiera Letteraria il suo primo importante scritto narrativo, Ritratto di re Gianpiero, che gli venne pubblicato il 12 giugno. A partire dal 1926, le famiglie di Salvatore Quasimodo e di Vittorini condivisero la casa (entrambi i padri erano ferrovieri). Tra il futuro poeta e il futuro scrittore nacque un'amicizia e, nel settembre 1927, Vittorini sposò Rosa Maria, sorella di Salvatore (il matrimonio si rivelò presto infelice e fu annullato nel 1950). Enzo Quasimodo, fratello di Rosa e Salvatore, lavorava a quei tempi come ingegnere civile a Gorizia e fece in modo di far ottenere a Vittorini un impiego come addetto al pagamento degli stipendi in una ditta di costruzioni stradali. Vittorini e la moglie si trasferirono nella Venezia Giulia nel settembre 1927. A Gorizia nacque il primo figlio, Giusto Curzio (in onore di Malaparte), l'8 agosto 1928.
Nel 1929 ritornò per un breve periodo a Siracusa e iniziò a collaborare alla rivista Solaria. In quel periodo venne pubblicato sull'Italia Letteraria un suo articolo, Scarico di coscienza, in cui accusava la letteratura italiana di provincialismo.
Nel 1930, in viaggio da Siracusa a Firenze per andare a trovare uno zio pittore, Giusto, Vittorini decise di trasferirsi in pianta stabile nel capoluogo toscano, dove lavorò come correttore di bozze, inizialmente per Solaria e poi per La Nazione. In questo periodo scrisse diverse recensioni di libri e film per diversi periodici fiorentini, tra cui Il Bargello. Apprese l'inglese e, con l'aiuto di Mario Praz, avviò il lavoro di traduttore.
Nel 1931, per le edizioni di Solaria, uscì il suo primo libro, una raccolta di racconti intitolato Piccola borghesia (fu poi ristampato da Arnoldo Mondadori Editore nel 1953).
Rosa Quasimodo ha detto, circa il metodo di traduzione del marito, che: «La signora Rodocanachi faceva a Elio la traduzione letterale, parola per parola che a leggerla non si capiva niente. Lui, poi, a quelle parole dava forma. Sua era la costruzione, l'invenzione; non si legava a quelle parole fredde. Lui raccomandava sempre a lei di fare la traduzione letterale, precisa, parola per parola, articolo per articolo, frase per frase. E poi lui la trasformava in un romanzo. Erano romanzi suoi che traduceva».
Nel settembre 1932 partecipò, insieme ad altri scrittori, a una sorta di "crociera letteraria" in Sardegna, organizzata dal settimanale L'Italia Letteraria, in vista di un premio per il miglior diario di viaggio in Sardegna. Vittorini, che partecipò con lo pseudonimo "Amok", vinse ex aequo con Virgilio Lilli. Dopo che diverse parti furono pubblicate prima su L'Italia Letteraria e poi sul Bargello e su Solaria, il testo uscì in volume, prima per l'editore Parenti (Nei Morlacchi. Viaggio in Sardegna) e poi nel 1953 per Mondadori, con il titolo definitivo Sardegna come un'infanzia.
Tra il 1933 e il 1934 uscì a puntate su Solaria il romanzo Il garofano rosso (a causa della censura fascista, fu pubblicato in volume solamente nel 1948 da Mondadori).
Nel 1933 uscì la sua prima traduzione, St Mawr di D. H. Lawrence (con il titolo Il purosangue), un testo raccomandato da Eugenio Montale, per i tipi di Mondadori. Da quel momento il lavoro di traduzione sostituì quello di correttore di bozze, anche per una intossicazione da piombo procurata dall'intenso lavoro alla linotipo della Nazione.

## Attività editoriale
L’attività editoriale di Vittorini cominciò negli anni Trenta, quando iniziò a lavorare come correttore di bozze a Firenze, dove si era trasferito dalla Sicilia. Prima per Solaria, e poi per La Nazione, scrisse diverse recensioni e articoli, affiancandoli al lavoro redazionale. Apprese l'inglese da autodidatta e, con l'aiuto di Mario Praz, avviò il lavoro di traduttore. Nel 1933 uscì, per Mondadori, la sua prima traduzione, St Mawr di D. H. Lawrence (con il titolo Il purosangue), un testo raccomandato da Eugenio Montale. Da quel momento il lavoro di traduzione sostituì quello di correttore di bozze, anche per una intossicazione da piombo procurata dall'intenso lavoro alla linotype della Nazione.
Nel 1939 si trasferì da Mondadori a Bompiani, dove aveva più libertà di azione. Nel 1940 diresse per Bompiani la collana “Pantheon”, una grande collezione antologica. Per questa collana curò la famosissima antologia sulla letteratura statunitense contemporanea Americana, colpita dalla censura fascista e pubblicata solamente nel 1942, con tutte le note dell’autore soppresse (l’edizione integrale venne pubblicata solamente nel 1968). In questa antologia comparve per la prima volta nella scena culturale e letteraria italiana John Fante. Nel 1942 curò la collana “Corona”, che incarnava il suo ideale di cultura divulgativa e accessibile a tutti. La collana raccoglieva vari generi e autori, italiani e stranieri, riproposti nelle traduzioni affidate a scrittori contemporanei, tra cui Eugenio Montale e Corrado Alvaro.
Dopo Bompiani, Vittorini si legò alla casa editrice torinese Einaudi, con cui avviò nel 1945 Il Politecnico, periodico prima settimanale e poi mensile pubblicato fino al 1947. Il giornale, che si poneva di fondere tecnica e letteratura, ispirò Vittorini verso un progetto più sperimentale che risultò, nel 1951, nella collana “I gettoni”. Vittorini fece scelte molto precise riguardo agli autori da inserire nella collana, accogliendo soprattutto le opere di giovani scrittori come Italo Calvino e Beppe Fenoglio, ma rifiutando Il Gattopardo di Tomasi di Lampedusa. Domenica 4 dicembre 1955 dovette affrontare il lutto della morte per tumore del figlio Giusto, 27 anni, poi tumulato al Cimitero Monumentale di Milano. Vittorini successivamente rifiutò la pubblicazione de Il dottor Živago di Pasternak e Il tamburo di latta di Grass. Nel 1959 fondò la rivista Il Menabò, edita da Einaudi, che diresse fino alla sua morte nel 1966, insieme con Italo Calvino. Iniziò nel 1960 a dirigere la collana "La Medusa" per Mondadori e in seguito la collana "Nuovi scrittori stranieri".
L’attività editoriale di Vittorini è stata sempre contraddistinta da un forte carattere autoritario: nelle scelte era impetuoso e categorico, sui testi era rigoroso e creativo e nel rapporto con gli autori era disponibile ma perentorio. La sua poetica editoriale era volta all’idea di divulgazione e, in nome di essa, le sue scelte erano volte all’attualizzazione e alla coesione del testo.
Nel 1962 Vittorini espresse valutazione negativa sulla pubblicazione presso Mondadori della traduzione italiana del primo volume de Il Signore degli Anelli (la Compagnia dell'Anello) di J.R.R. Tolkien, classificando l'opera come una banale "ristrutturazione" di miti nordici, eseguita senza il genio necessario a garantire il successo del tentativo e priva di agganci attuali.

## Fascista di "sinistra"
Attestato su posizioni di fascismo di sinistra, nel 1936, quando scoppiò la guerra civile spagnola, Vittorini, che stava scrivendo Erica e i suoi fratelli, progettò con l'amico Vasco Pratolini di raggiungere i repubblicani spagnoli e sulla rivista Bargello scrisse un articolo in cui spronava i fascisti italiani ad appoggiare i repubblicani contro Franco; ciò gli causò l'espulsione dal Partito fascista (questa è almeno la versione data dallo stesso Vittorini). La sua posizione politica si avvicinava al movimento libertario, appoggiando in pieno l'attività dell'anarchico Camillo Berneri e altri per una rivoluzione spontaneista.
L'anno prima (1936) aveva pubblicato, presso Parenti, Nei Morlacchi. Viaggio in Sardegna, che vinse il premio indetto dall'Infanzia e che fu poi ristampato da Mondadori, con il titolo Sardegna come un'infanzia, nel 1952. Negli anni che vanno dal 1938 al 1939 uscì a puntate su Letteratura il romanzo Conversazione in Sicilia, che fu pubblicato in volume nel 1941, prima dall'editore Parenti e poi da Bompiani con il suo titolo originale.
Da Bompiani ricevette un incarico editoriale e così, nel 1939, si trasferì a Milano, dove diresse la collana La Corona e fu curatore dell'antologia di scrittori statunitensi Americana che, sempre a causa della censura fascista, venne pubblicata solamente nel 1942 e con tutte le note dell'autore soppresse (l'edizione integrale venne pubblicata solamente nel 1968). In questa antologia comparve per la prima volta nella scena culturale e letteraria italiana John Fante.

## Partecipazione alla Resistenza e antifascismo
Secondo un resoconto di Giaime Pintor, Vittorini partecipò, con Pintor e alcuni altri scrittori italiani, al convegno annuale degli scrittori tedeschi tenutosi a Weimar, dal 7 all'11 ottobre 1942, promosso dal ministro della propaganda Joseph Goebbels, ma nel 1942 stesso Vittorini entrò nel Partito Comunista Italiano clandestino e partecipò attivamente alla Resistenza. Nel 1945 fu direttore, per un certo periodo, dell'edizione milanese dell'organo comunista l'Unità, collaborò con Milano Sera, pubblicò presso Bompiani il romanzo Uomini e no e fondò la rivista di cultura contemporanea Il Politecnico. Nel 1947, quando tale rivista terminò le sue pubblicazioni, Vittorini pubblicò, sempre presso Bompiani, il romanzo Il Sempione strizza l'occhio al Frejus e nel 1949 uscì Le donne di Messina, che fu ristampato con notevoli varianti nel 1964.

Vittorini insieme con Eugenio Montale

### Rottura con i comunisti
Sul Politecnico Vittorini riprese gli appelli di Jean-Paul Sartre per una cultura che liberasse dalla sofferenze, non solo che consolasse, dichiarando fallite le culture antifasciste che non avevano saputo prevenire i disastri della seconda guerra mondiale. Scrisse nell'editoriale del primo numero, datato 29 settembre 1945:
Questo fu uno dei motivi del suo impegno nel PCI, che riteneva potesse essere il partito-portavoce di queste istanze, ma anche una delle cause della sua rottura con la dirigenza Togliatti, quando scoprì che così non era (anche per la connivenza con la dittatura di Stalin), per la mancanza di libertà di pensiero nel mondo comunista.
Nonostante la rottura con i comunisti, Vittorini non poté a lungo andare negli Stati Uniti d'America in quanto ritenuto "comunista".
Nel 1951 Giulio Einaudi lo chiamò per dirigere la collana "I Gettoni" e Vittorini condusse il suo incarico facendo scelte molto precise riguardo agli autori da inserire nella collana, accogliendo soprattutto le opere di giovani scrittori come Calvino e Fenoglio, ma rifiutando Il Gattopardo di Tomasi di Lampedusa. Vittorini successivamente rifiutò la pubblicazione de Il dottor Živago di Pasternak e Il tamburo di latta di Grass. Nello stesso anno, in un articolo che venne pubblicato su La Stampa, Le vie degli ex comunisti, lo scrittore analizzò acutamente le cause del distacco suo e di molti altri intellettuali dal Partito Comunista Italiano.
Negli anni che vanno dal 1952 al 1955 lo scrittore lavorò al romanzo Le città del mondo che, abbandonato e rimasto incompiuto, fu pubblicato postumo nel 1969 da Einaudi, e riprese l'altro romanzo incompiuto Erica e i suoi fratelli, che venne pubblicato nel 1956 da Bompiani. Quando scoppiarono i fatti d'Ungheria, lo scrittore, profondamente colpito, ne tentò un'elaborazione narrativa in un dramma rimasto inedito. Nel 1957 pubblicò una raccolta di scritti critici dal titolo Diario in pubblico e nel 1959 fondò la rivista Il Menabò edita da Einaudi, che diresse insieme con Italo Calvino.

### Con i socialisti e i radicali
Iniziò nel 1960 a dirigere la collana "La Medusa" per Mondadori e in seguito la collana "Nuovi scrittori stranieri". Nello stesso anno scrisse un manifesto per protestare contro la guerra e la tortura in Algeria e divenne presidente del Partito Radicale, fuoriuscito dalla sinistra del PLI per iniziativa di vari aderenti, come Ernesto Rossi, Eugenio Scalfari, Marco Pannella. Come altri radicali, fu candidato alle elezioni amministrative del 1960  nelle liste del PSI, venendo eletto al consiglio comunale di Milano ma rinunciando per lasciare il posto a un socialista. Negli ultimi anni della sua vita fu consulente della casa editrice Einaudi. Tutti gli appunti di riflessione sulla letteratura da lui lasciati furono raccolti da Dante Isella in un volume postumo, del 1967, intitolato Le due tensioni.

## Ultimi anni
Nel 1963 Vittorini si ammalò di cancro allo stomaco e dovette subire una delicata operazione chirurgica. Malgrado la malattia, riprese a lavorare, dirigendo la collana "Nuovi scrittori stranieri" per Mondadori e l'anno dopo la collana "Nuovo Politecnico" per Einaudi. Nell'estate del 1965 il cancro si manifestò ancora in maniera più aggressiva, rendendosi incurabile. Vittorini morì a Milano nella sua casa di viale Gorizia nel 1966; le sue spoglie riposano nel cimitero di Concorezzo.
A Elio Vittorini è stato dedicato l'omonimo Premio Vittorini: un premio letterario che si svolge nella città di Siracusa.

## Opere

### Romanzi e racconti
- Piccola borghesia, Firenze, Edizioni di Solaria, 1931.
- Nei morlacchi. Viaggio in Sardegna, Firenze, F.lli Parenti, 1936.
- Il garofano rosso, inizialmente su Solaria, in 8 puntate (1933-1936), poi in volume, Milano, Mondadori, 1948; Milano, Bompiani, 2018 (con introduzione di Cesare De Michelis).
- Nome e lagrime, Firenze, F.lli Parenti, 1941.
- Conversazione in Sicilia, Milano, Bompiani, 1941.
- Uomini e no, Milano, Bompiani, giugno 1945.
- Il Sempione strizza l'occhio al Frejus, Milano, Bompiani, 1946. Menzione d'onore al Premio Viareggio 1947[21]; Bompiani 2019 (a cura di G. Lupo).
- Le donne di Messina, Milano, Bompiani, 1949; Milano Bompiani 2019 (a cura di G. Lupo).
- Sardegna come un'infanzia, Milano, Mondadori, 1952; Milano Bompiani, 2014.
- Erica e i suoi fratelli; La garibaldina, Milano, Bompiani, 1956.
- Le città del mondo, Torino, Einaudi, 1969; a cura di G. Lupo, Collana Contemporanea, Milano, BUR, 2012, ISBN 978-88-170-6242-8.
- Il brigantino del papa, Collana Piccola biblioteca La Scala, Milano, Rizzoli, 1985.
- Gli inverni marini, Milano, Henry Beyle, 2012, ISBN 978-88-976-0807-3.
- Il canto delle sirene, Lombardi, 2013, ISBN 978-88-726-0278-2.

### Raccolte
- Le opere narrative (2 voll.), a cura di Maria Corti, Collana I Meridiani, Milano, Mondadori, 1974.
- Uomini e isole, edizioni A.P.E., Milano, Mursia, 1974

### Saggi
- «Scarico di coscienza», in «L'Italia Letteraria», 13 ottobre 1929.
- Diario in pubblico, Milano, Bompiani, 1957. Nuova edizione Milano, Bompiani 2016.
- Le due tensioni. Appunti per una ideologia della letteratura, a cura di Dante Isella, Milano, Il Saggiatore, 1967. - a cura di V. Brigatti, Prefazione di Cesare De Michelis, Hacca, 2016, ISBN 978-88-989-8305-6.
- I risvolti dei «Gettoni», Milano, Scheiwiller, 1988, ISBN 88-7644-100-X.
- Letteratura, arte, società. Articoli e interventi 1926-1937, A cura di Raffaella Rodondi, Torino, Einaudi, 2008  [1997], ISBN 978-88-061-8591-6.
- Cultura e libertà. Saggi, note, lettere da «Il Politecnico» e altre lettere, a cura di Raffaele Crovi, Torino, Aragno, 2001, ISBN 978-88-841-9054-3.
- Letteratura, arte, società. Articoli e interventi 1938-1965, A cura di Raffaella Rodondi, Torino, Einaudi, 2008, ISBN 978-88-061-8868-9.
- Della mia vita fino a oggi. Raccontata ai miei lettori stranieri, Milano, Henry Beyle, 2012, ISBN 978-88-976-0804-2.

### Curatele
- Scrittori nuovi. Antologia italiana contemporanea, a cura di e con Enrico Falqui, Lanciano, Carabba, 1930; II ed., Carabba, 2006.
- La tragica vicenda di Carlo III (1848-1859), con Giansiro Ferrata, Milano, Mondadori, 1939.
- Teatro spagnolo. Raccolta di drammi e commedie dalle origini ai nostri giorni, Milano, Bompiani, 1941.
- Americana. Raccolta di narratori dalle origini ai nostri giorni, Milano, Bompiani, 1942.
- Ludovico Ariosto, Orlando Furioso (2 voll.), Collana I Millenni, Torino, Einaudi, 1950.
- Carlo Goldoni, Commedie (4 voll.), Collana I Millenni, Torino, Einaudi, 1952.

### Riviste
- Il Politecnico: settimanale di cultura contemporanea fondato da Vittorini. Il primo numero, pubblicato dall'Editore Einaudi, esce il 29 settembre 1945. Dal nº 39, la rivista diventa mensile. Nel dicembre del 1947 la rivista non viene più pubblicata. La ristampa anastatica integrale dei numeri della rivista fu pubblicata da Einaudi nel 1975.
- Il Menabò: rivista-collana fondata nel 1959, diretta in collaborazione con Italo Calvino, pubblicata da Einaudi.

### Raccolte epistolari
- I libri, la città, il mondo. Lettere 1933-1943, a cura di Carlo Minoia, Collana Supercoralli, Torino, Einaudi, 1985. ISBN 88-06-58438-3.
- Gli anni del "Politecnico". Lettere 1945-1951, a cura di Carlo Minoia, Torino, Einaudi, 1977.
- James Laughlin e Elio Vittorini, Epistolario americano, a cura di Gianpiero Chirico, prefazione di Raffaele Crovi, Palermo, A. Lombardi, 2002, ISBN 88-7260-113-4.
- Lettere 1952-1955, a cura di Edoardo Esposito e Carlo Minoia, Torino, Einaudi, 2006. ISBN 88-06-18413-X.
- Si diverte tanto a tradurre? Lettere a Lucia Rodocanachi 1933-1943, a cura di A. C. Cavallari ed Edoardo Esposito, Milano, Archinto, 2016, ISBN 978-88-776-8699-2.
- Dai Gettoni al Menabò. Lettere 1956-1965, a cura di Edoardo Esposito e Carlo Minoia, Milano, Scalpendi, 2021. ISBN 9791259550675.

## Programmi televisivi Rai
- Il Sempione strizza l'occhio al Frejus, racconto di Elio Vittorini, riduzione di Daniele D'Anza e Fabio Mauri, regia di Daniele D'Anza, trasmesso il 13 gennaio 1964